# UFC 315
UFC 315: Muhammad vs Della Maddalena（ユーエフシー・スリーフィフティーン：ムハマッド・バーサス・マダレナ）は、アメリカ合衆国の総合格闘技団体「UFC」の大会の一つ。2025年5月10日、ケベック州モントリオールのベル・センター で開催された。

## 大会概要
本大会は王者ベラル・ムハマッドと挑戦者ジャック・デラ・マダレナによるUFC世界ウェルター級タイトルマッチ、王者ヴァレンティーナ・シェフチェンコと挑戦者マノン・フィオロによるUFC世界女子フライ級タイトルマッチが組まれた。

## 試合結果

### アーリープレリム
第1試合 バンタム級 5分3R
×  ブラッド・カトーナ vs.  ベクザト・アルマカーン ○
　1R 1:04 TKO　(右アッパー→パウンド)
第2試合 フェザー級 5分3R
○  ダニエル・サントス vs.  リー・ジョンヨン ×
3R終了 判定3-0（30-27、30-27、30-27）
第3試合 187ポンド契約 5分3R
○  マルク・アンドレ・バリオー vs.  ブルーノ・シウバ ×
1R 1:27 TKO　(エルボー→パンチ連打)

### プレリミナリーカード
第4試合 ライトヘビー級 5分3R
○  ナヴァホ・スターリング vs.  イヴァル・エルスラン ×
3R終了 判定3-0（29-28、29-28、29-27）
第5試合 ライトヘビー級 5分3R
○   モデスタス・ブカウスタス vs.  イオン・クテラバ ×
3R終了 判定2-1（27-30、30-27、29-28）
第6試合 女子フライ級 5分3R
×  ジェシカ・アンドラージ vs.  ジャスミン・ジャスダビシアス ○
1R 2:40 リアネイキドチョーク
第7試合 ウェルター級 5分3R
○  マイク・マロット vs.  チャールズ・ラドキ ×
2R 0:26 KO（左フック→パウンド）

### メインカード
第8試合 ライト級 5分3R
○  ブノワ・サン＝デニ  vs.  カイル・プレポレク ×
2R 2:35 肩固め
第9試合 女子フライ級 5分3R
×  アレクサ・グラッソ vs.  ナタリア・シウバ ○
3R終了 判定3-0（30-27、30-27、30-27）
第10試合 フェザー級 5分3R
×  ジョゼ・アルド vs.  アイマン・ザハビ ○
3R終了 判定3-0（29-28、29-28、29-28）
第11試合 UFC世界女子フライ級タイトルマッチ 5分5R
○  ヴァレンティーナ・シェフチェンコ vs.  マノン・フィオロ ×
5R終了 判定3-0（48-47、48-47、48-47）
※シェフチェンコが王座防衛に成功。
第12試合 UFC世界ウェルター級タイトルマッチ 5分5R
×  ベラル・ムハマッド vs.  ジャック・デラ・マダレナ ○
5R終了 判定3-0（48-47、48-47、49-46）
※マダレナが王座獲得に成功。

### 各賞
ファイト・オブ・ザ・ナイト：ベラル・ムハマッド vs. ジャック・デラ・マダレナ
パフォーマンス・オブ・ザ・ナイト：ジャスミン・ジャスダビシアス、マルク・アンドレ・ バリオー
各選手にはボーナスとして5万ドルが授与された。